# Synagoge der Getreidehändler (Bacău)

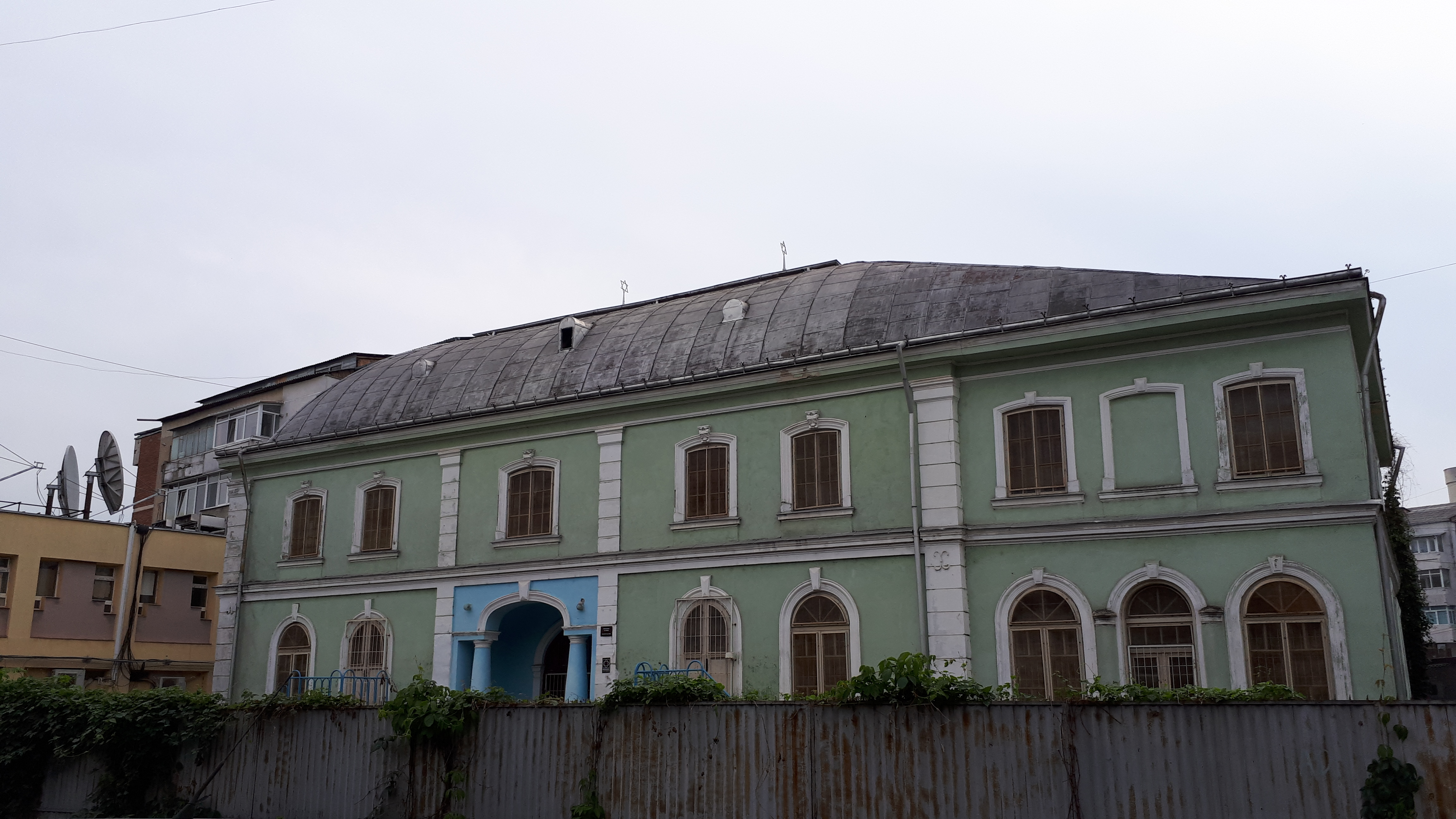
Synagoge in Bacău

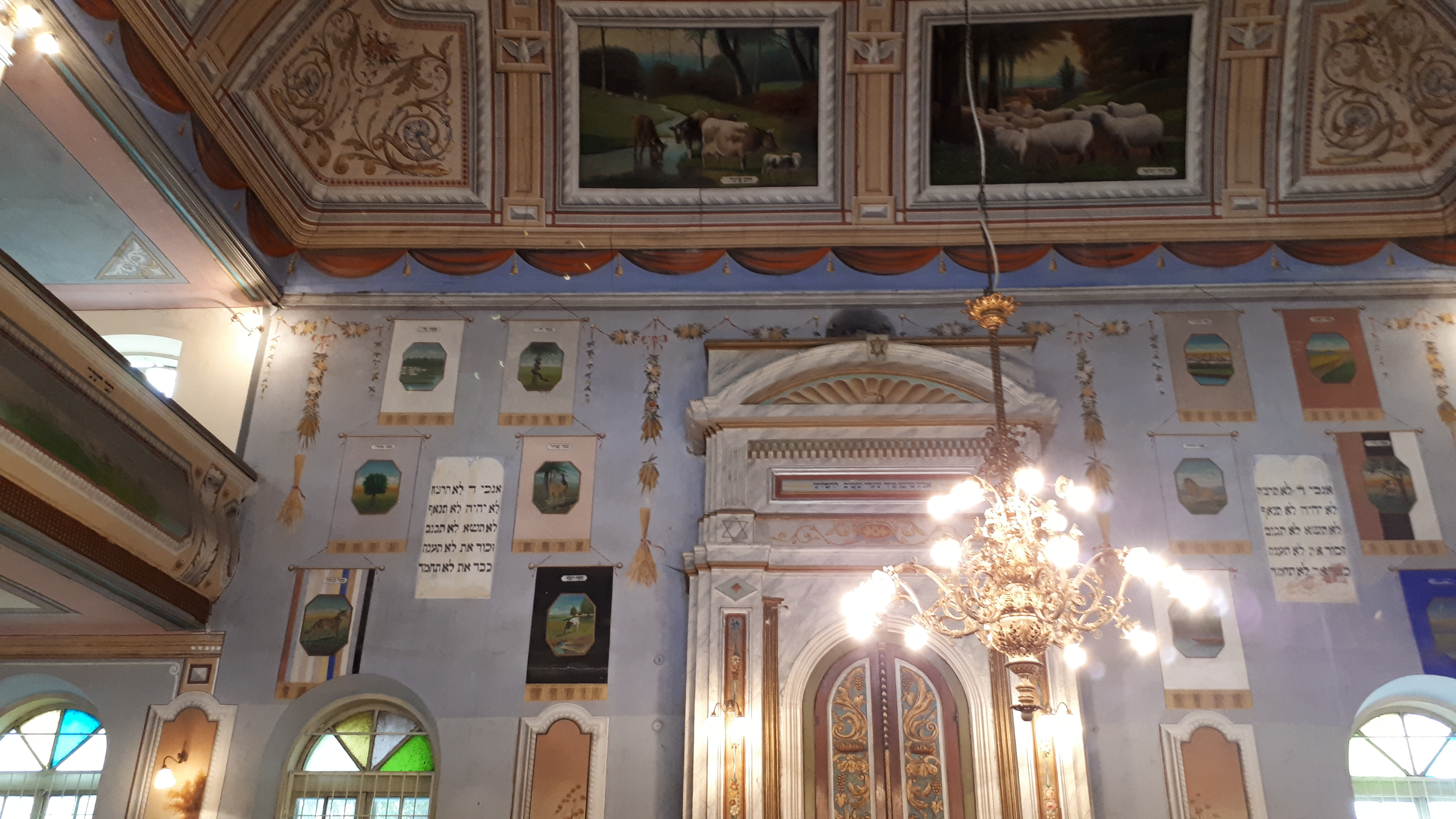
Innenansicht mit Thoraschrein

Die Synagoge der Getreidehändler in Bacău, einer Stadt im Nordosten Rumäniens in der Region Moldau und Hauptstadt des gleichnamigen Kreises, wurde 1887 errichtet. Die Synagoge mit der Adresse Ștefan cel Mare Nr. 25 ist ein geschütztes Kulturdenkmal.
Der Tempel der Getreidehändler war eine von neun Synagogen und 15 weiteren Bethäusern in Bacău. Bemerkenswert ist die üppige Ausschmückung mit Wandmalereien des Malers Mendel Grinberg (Grünberg) aus Iași, die in dieser Art typisch für Synagogen in der Moldauregion ist.
Die Frauenempore wird von Säulen getragen.